# Emiro Garzón
José Emiro Garzón Correa (Belén de los Andaquíes, 7 de mayo de 1950) es un pintor, escultor y dibujante colombiano. Nació en la ribera del río Aguas Calientes, región selvática y limítrofe de Morelia  y Belén de los Andaquíes, en el departamento del Caquetá, en este último municipio fue bautizado.

## Trayectoria
De origen humilde, hijo de Flor Ángela Correa y Víctor Manuel Garzón Galvis, campesinos cultivadores de café. Desde temprana edad Garzón mostró interés por el arte, sus primeras esculturas fueron flores que vendía en la calle, estas piezas las realizaba con papel impermeabilizado con parafina. Más adelante experimentó con madera, raíces, rocas y piedras de río. Estudió en la desaparecida Escuela de Bellas Artes de Neiva, adscrita al programa de licenciatura en Educación Artística y Cultural de la Universidad Surcolombiana. Conocido por sus esculturas y monumentos, se encuentran en plazas y sitios públicos de ciudades y municipios como Bogotá, Neiva, Florencia, Belén de los Andaquíes, Yaguará, Hobo, Pereira, Garzón y en la República de Panamá.
Garzón estudio con Eduardo Ramírez Villamizar y fue pupilo del padre Rafael García Herreros quienes lo acogieron y lo impulsaron artísticamente cuando  el escultor llegó en busca de oportunidades a Bogotá a finales de la década de los años 70.
En cuanto al estado de su salud, el maestro Emiro se ha visto afectado en los últimos años por diferentes enfermedades.  A partir del nuevo milenio libró una batalla contra el cáncer que le afectó el aparato digestivo, a la fecha se encuentra totalmente recuperado y trabajando en La Jagua (Huila), el "Pueblo de las Brujas". En este pequeño pueblo localizado a cinco minutos del municipio de Garzón, el escultor tiene un museo-taller denominado “La Casa Embrujada”, donde realiza fundiciones de monumentos y esculturas, las obras en exposición permanente sumada a la hospitalidad del escultor, son elementos que han convertido lugar en centro cultural como paso obligado para los turistas y amantes del arte que recorren la región. 

## Temática

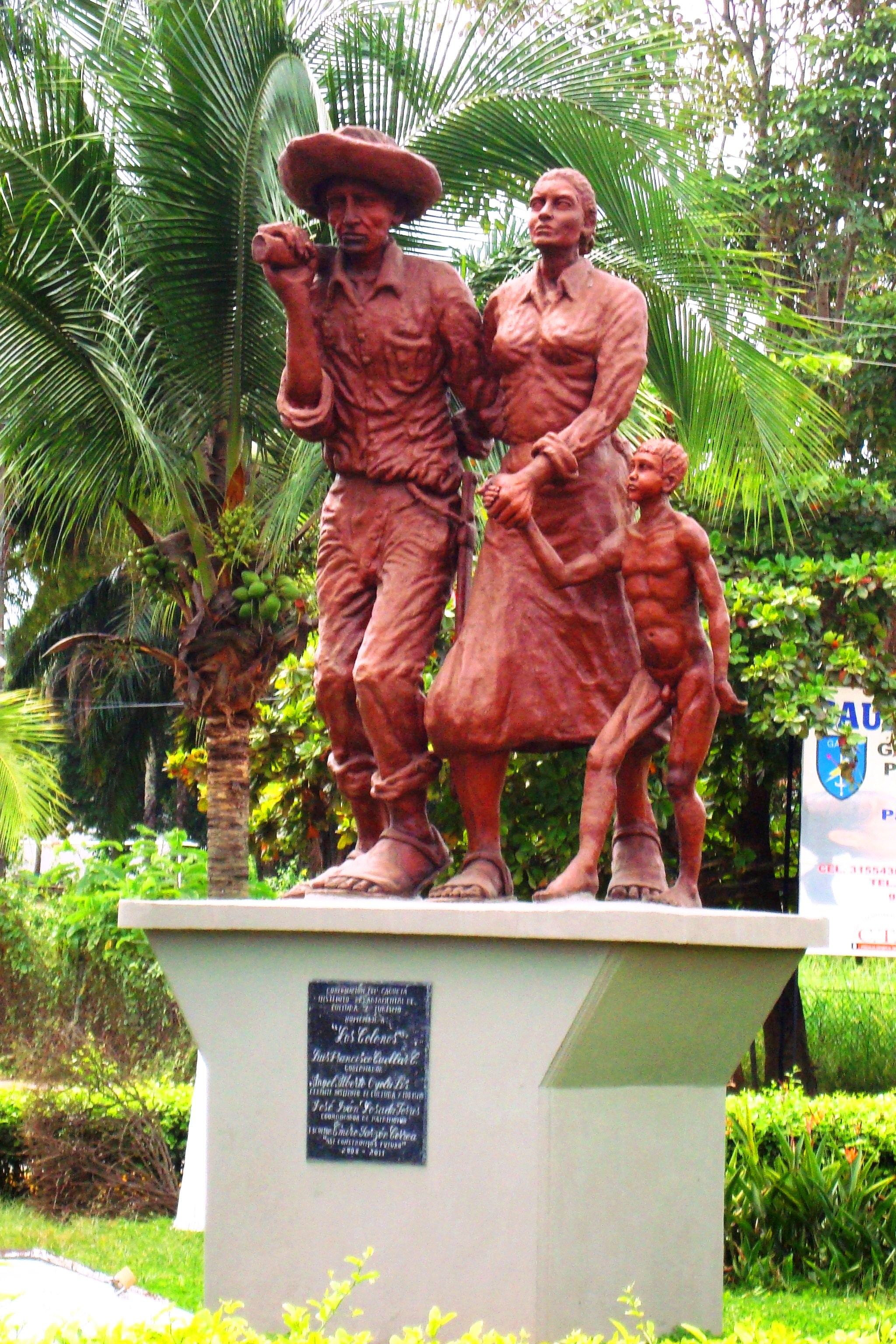
Monumento a Los Colonos en Florencia (Caquetá).

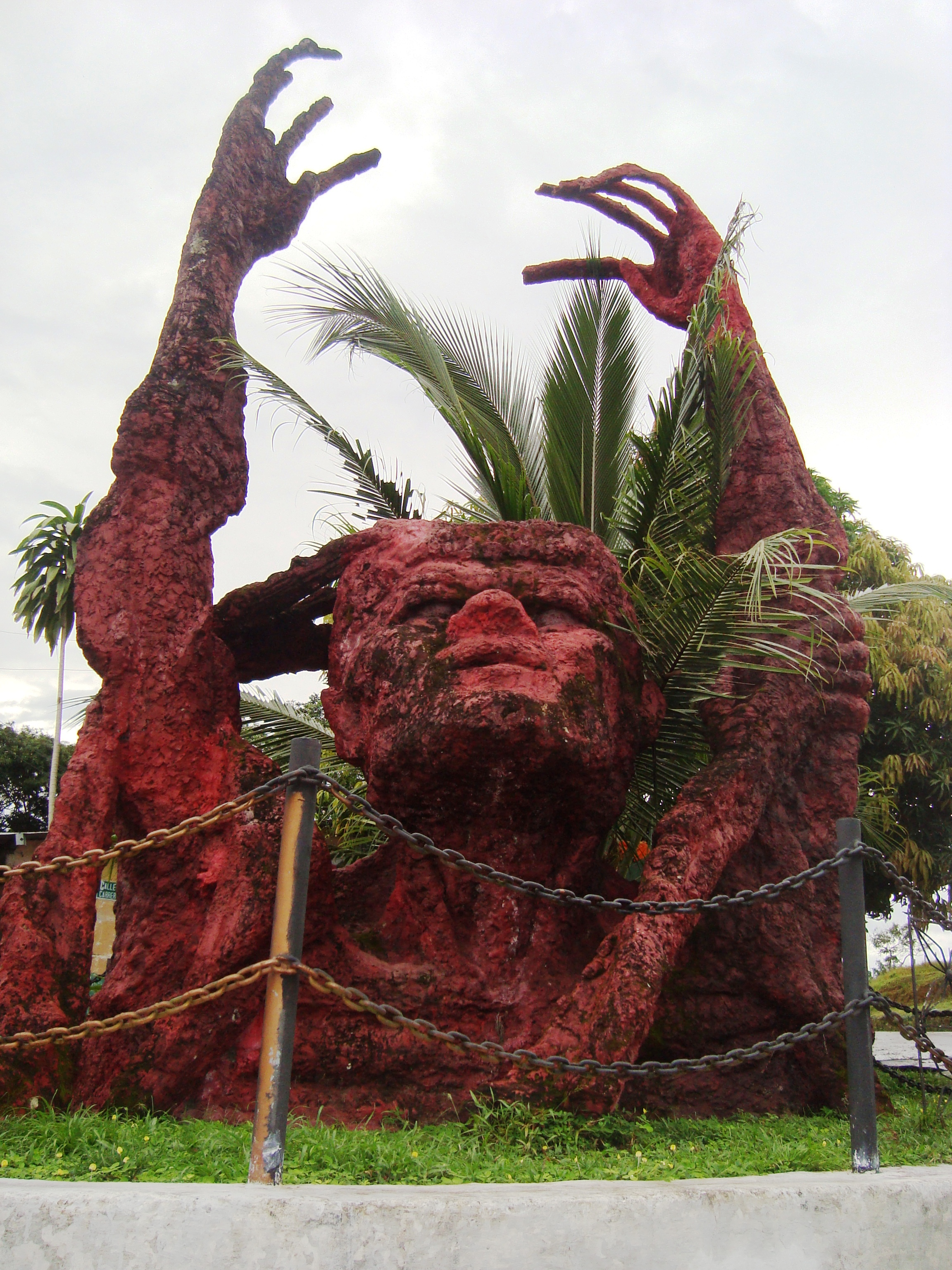
Monumento al Último Andaquí en Belén de los Andaquíes.

Emiro Garzón es un artista neo-humanista comprometido con su arte por la paz de Colombia, temas sociopolíticos, rinde tributo a la cotidianidad del ser humano que va desde el ciudadano normal, hasta los que desempeñan trabajos de la construcción, del campo, la vaquería, la selva.  

## Técnica
Además de la técnica del ferroconcreto, madera, látex, acrílico, polímero, diversos metales y fusiones,  ha incursionado en la fundición a la cera perdida, su técnica favorita con la que ha obtenido trabajos de excelente factura.

## Estilo
También se inspira en la vida, la música, el estudio, el amor, la oración, temas sociales y en especial, en la mujer y el erotismo, en estas esculturas las féminas se caracterizan por la exageración de las formas femeninas, la desnudez, diminutas cinturas, caderas anchas, nalgas grandes, piernas largas, cabello largo y delicadas manos.
Como lo expresó el escritor Fernando Bermúdez Ardila refiriéndose al estilo de las obras del escultor; “…de piernas largas y finamente torneadas, de senos perfectos, cinturas pequeñas y anchas caderas, símbolo de la feminidad y fecundidad…”, mientras que crítico de arte Germán Alberto Ossa Echeverry escribió; “…voluptuosidades exageradas que salen de su inconsciente” o “los volúmenes que marcan la sensualidad en las mujeres…”, en palabras del poeta español Francisco Arroyo Ceballos. Son algunos de los textos registrados en el libro "Emiro Garzón, Colección maestros del arte colombiano dos generaciones" publicación biográfica del año 2018.

## Principales obras
En Bogotá
- 1980, Ocho obras figurativas: Esculturas de tamaño natural, técnica ferroplast, localizadas en el Parque el Minuto de Dios de la ciudad de Bogotá, Colombia.

- 1980,  A la vida, al amor, al trabajo y al estudio: técnica ferroplast, localizadas en el parque el Minuto de Dios de la ciudad de Bogotá, Colombia.

- 1989, Homenaje a Jaime Pardo Leal, tamaño natural, técnica bronce a la cera perdida, Bogotá, Colombia.

- 1994, Homenaje a Benjamin Herrera, 2 metros de altura, técnica bronce a la cera perdida, Universidad Libre (Colombia), Bogotá Colombia.

- 1997, Niña del columpio, tres metros sesenta de altura, técnica bronce a la cera perdida, avenida Suba, entrada principal a la localidad al noroccidente de Bogotá, Colombia.[26]

- 2005, Homenaje a Pablo Oliveros Marmolejo, Universidad Área Andina,  en las sedes de las ciudades de Pereira y Bogotá, Colombia.

### En Florencia
- 1982, Monumento a Los Colonos: Obra esculpida en  roca sintética y acero en homenaje a los mestizos que colonizaron el territorio caqueteño, compuesto por tres figuras humanas (un hombre, una mujer y un niño), símbolo de las familias desplazadas por la violencia que en la década de los 50 llegaron a la región en busca de paz y prosperidad. Sus medidas son: 4 metros 50 centímetros de altura. Se localiza en la Avenida Fundadores.[27][28]
- 1983, Monumento Ciencia, Hombre y Manigua:[29] Obra escultórica localizada en la Universidad de la Amazonia. Obra realizada en ferro  concreto y fibra de papel. Tiene unas dimensiones de 2 metros de ancho, 5.5 metros de alto y 2 metros de largo.[30]
- 1986, Monumento a la Diosa del Chairá: Esculpida en roca sintética,  su dimensión 5 metros de alto. Fue creado en honor a la Diosa del Chairá, figura de la mitología indígena caqueteña protagonista de la leyenda huitoto que lleva su mismo nombre.
- 2002, Monumento al Esfuerzo y la Esperanza: Tiene 8 metros de altura y está ubicado frente al Hospital María Inmaculada. Elaborado con la técnica de bronce a la cera perdida. Representa los 25 años de historia del Caquetá como ente departamental.
- 2007, Monumento a la Vida: Obra  esculpida en granito abuzardado localizado frente al Centro Múltiple de la Caja de Compensación Familiar del Caquetá. Tiene 6 metros de altura y exalta la maternidad en una figura femenina con un sol en su vientre y una luna en su cabeza como símbolo de vida.
- 2007, Monumento a la Paz: Pieza hecha en roca sintética, cuenta con 6 metros de altura. Representa la figura desnuda de una mujer caqueteña, sosteniendo una bandera blanca como homenaje a la paz. Se encuentra empotrada en un pedestal cuyos lados contienen los símbolos de los cuatro elementos (agua, tierra, fuego y aire).

### En Neiva
- 1978, Homenaje al trabajador de la construcción: Es el primer monumento del maestro Garzón en la ciudad de Neiva.  Instalada en el barrio "Las Granjas"", construida en ferro-concreto, simboliza la pujanza y nobleza de esta profesión, como su influencia en el desarrollo de la ciudad.
- 1994, Cristo de Peño Redondo: Obra con 23 m de altura, está ubicado desde 1996 en cerro que lleva el mismo nombre, se puede visitar en el barrio Las Acacías al sur de la ciudad.
- 1994, Vendedor Informal: Obra en bronce a la cera perdida ubicado en el centro comercial Los Comuneros.
- 1994, Niña tomando vuelo: Obra ubicada en el paseo peatonal de la Avenida Quinta, a un costado del centro de convenciones José Eustasio Rivera.  Elaborado en bronce a la cera perdida, tiene 164 cm de altura.
- 1994, La Lavandera: Obra de 2 metros de altura hecha en bronce a la cera perdida, en 1994 ubicada en la Avenida 26 que conduce al centro comercial San Pedro Plaza.
- 1994, Mujer Urbana – Hombre Campesino: Obra en bronce a la cera perdida, se encuentra en la Central de Sur-Abastos, carretera vía Neiva a Pitalito.
- 2002, Torre del Mohán: Con 25 metros de altura, este edificio-monumento está construido en acero sintético reforzado con fibra de vidrio.  Se encuentra en el malecón, además de ser un icono de la ciudad, su estructura se realizó para ser acondicionada como mirador de la ciudad y embarcadero del teleférico que conduce a la Isla, lugar turístico en medio del río Magdalena.[31]
- 2001, Busto de Ramiro Gutiérrez Perdomo: Realizado en bronce a la cera perdida, se encuentra frente al monumento el Caballo Colombiano a un costado del estadio Guillermo Plazas Alcid.
- 2001, Relieve a la Familia: Pieza escultórica de 1,64 m ubicada en el barrio las Granjas en la sede deportiva de las instalaciones de la Caja de Compensación Familiar del Huila.
- 2001,  Busto a Ramiro Gutierrez Perdomo: Tamaño natural en  bronce a la cera perdida, Cámara de Comercio, Neiva Huila, Colombia.
- 2001, Diosa de la sabiduría: Es un busto en bronce a la cera perdida, ubicada a la entrada de la institución educativa, La Normal Superior, Neiva Huila.
- 2002,  La Lectora: 2 metros, realizada con materiales sintéticos, rocas de san Luis, Universidad Cooperativa de Colombia, sede Neiva Huila, Colombia.
- 2007, Pentagrama musical: Escultura en bronce a la cera perdida de 7 metros de altura.  Monumento ubicado en el Parque el Caracolí en el malecón del río Magdalena.
- 2013, Diosa de la sabiduría: Se trata de una fémina alada de cuerpo completo, en su mano derecha sostiene un búho y en la izquierda un libro, como símbolo de la iluminación y el conocimiento a través del estudio, la obra fue fundida en bronce a la cera perdida, se encuentra ubicada en el barrio Las Brisas, en la Universidad Corhuila sede Neiva Huila.[20]
- 2017, Los Leones:  Fieras fundidas en bronce a la cera perdida, Kilómetro 1 vía Neiva - Bogotá Frente al hotel Berdez.
- 2017, El Cortejo: Obra en homenaje al caballo realizada en  bronce a la cera perdida, instalada frente al hotel Berdez, Kilómetro 1 vía Neiva - Bogotá.
- 2017, La Campesina: Homenaje a la mujer Colombiana, bronce a la cera perdida, 5.8 Metros instalados frente al hotel Berdez, Kilómetro 1 vía Neiva - Bogotá.
- 2017, Cruzando el río: Relieve en bronce a la cera perdida, obra instalada frente al hotel Berdez, Kilómetro 1 vía Neiva - Bogotá.

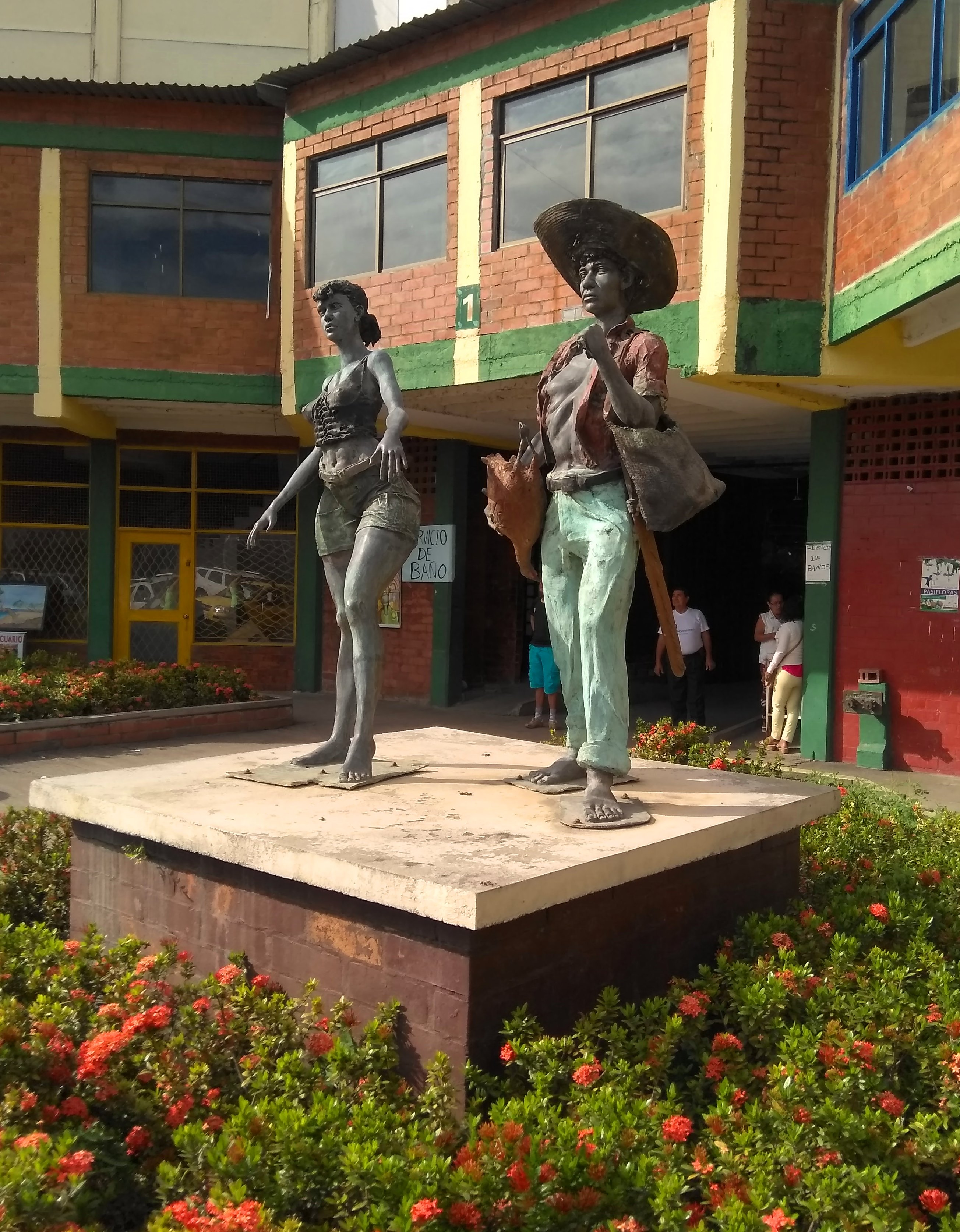
“Mujer Urbana – Hombre Campesino”, Monumento figurativo realizado con la técnica del bronce a la cera perdida, ubicado en la Central de Abastos del Sur de la ciudad de Neiva Huila. Foto 2017.

### En otras localizaciones
- 1978, Homenaje a la vaquería: Monumento de 5 metros de altura realizada con la técnica del ferroplast, localizada en el parque del municipio de Yaguará en el Huila, Colombia.
- 1985,  El Último Andaquí: Homenaje a los aborígenes de su tierra natal, esta escultura elaborada en ferroplást tiene una altura de 8 m de alto por 4,5 m de ancho y se ubica en la entrada al municipio caqueteño de Belén de los Andaquíes.
- 1985,  Homenaje a los niños muertos por desnutrición, Remolino del Caguan Caquetá, Colombia.
- 1995, Homenaje a Alfonso López Michelsen, monumento tamaño natural, en bronce a la cera perdida, plaza que lleva el mismo nombre, Valledupar Colombia.
- 2001,  Los Garzones: Monumento en bronce a la cera perdida, se encuentra suspendida en el aire con cables de acero, mide 8 metros, Ront Point, carretera vía a Florencia, instalado en la ciudad de Garzón Huila, Colombia.
- 2004,  Homenaje al Educador: Monumento en bronce a la cera perdida, ubicado en la Ciudad de Panamá, República de Panamá.
- 1978 Monumento al Campesino: Ubicado en la plaza central del municipio de El Hobo, Huila Colombia.
- 1993, Busto de José Eustasio Rivera: Busto en bronce a la cera perdida, localizado plaza central del municipio de Rivera, Huila Colombia.
- 2015,  Los Desplazados: Homenaje a los desplazados por la construcción de las Hidroeléctricas. Elaborada, en roca sintética y Bronce, tiene 3,90 metros de altura. Ubicado en el Parque Yuma, el municipio de Gigante en el Huila, Colombia.
- 2016,  La Caminante: Es un monumento de 6 metros de altura, realizado con la técnica mixta (granito y bronce a la cera perdida), ubicado en el Ron Point de vía que conduce de la ciudad de Garzón a Neiva, a una cuadra del terminal de transporte terrestre, Garzón Huila, Colombia.
- 2016 El Cacique Pigoanza, es un monumento 3 metros y diez centímetros con pedestal realizado con técnica mixta, se encuentra instalado en el Batallón Pigoanza la ciudad de Garzón Huila, Colombia.
- 2015 El Infante: 3 metros con pedestal, técnica mixta, (granito, bronce y acero), Batallón Alto Magdalena, en la ciudad de Pitalito Huila, Colombia.  In memoriam es una serie especial de relieves figurativos y simbólicos en homenaje a las víctimas del conflicto armado en Colombia.  Las obras han sido realizadas con la técnica de elementos sintéticos, se encuentran en la mayoría de los municipios del Huila.
- 2016, La Caminante: Localizada en Garzón (Huila), Elaborada en granito, ferroconcreto y bronce, tiene 5,30 de altura.[32][33]

### Galería

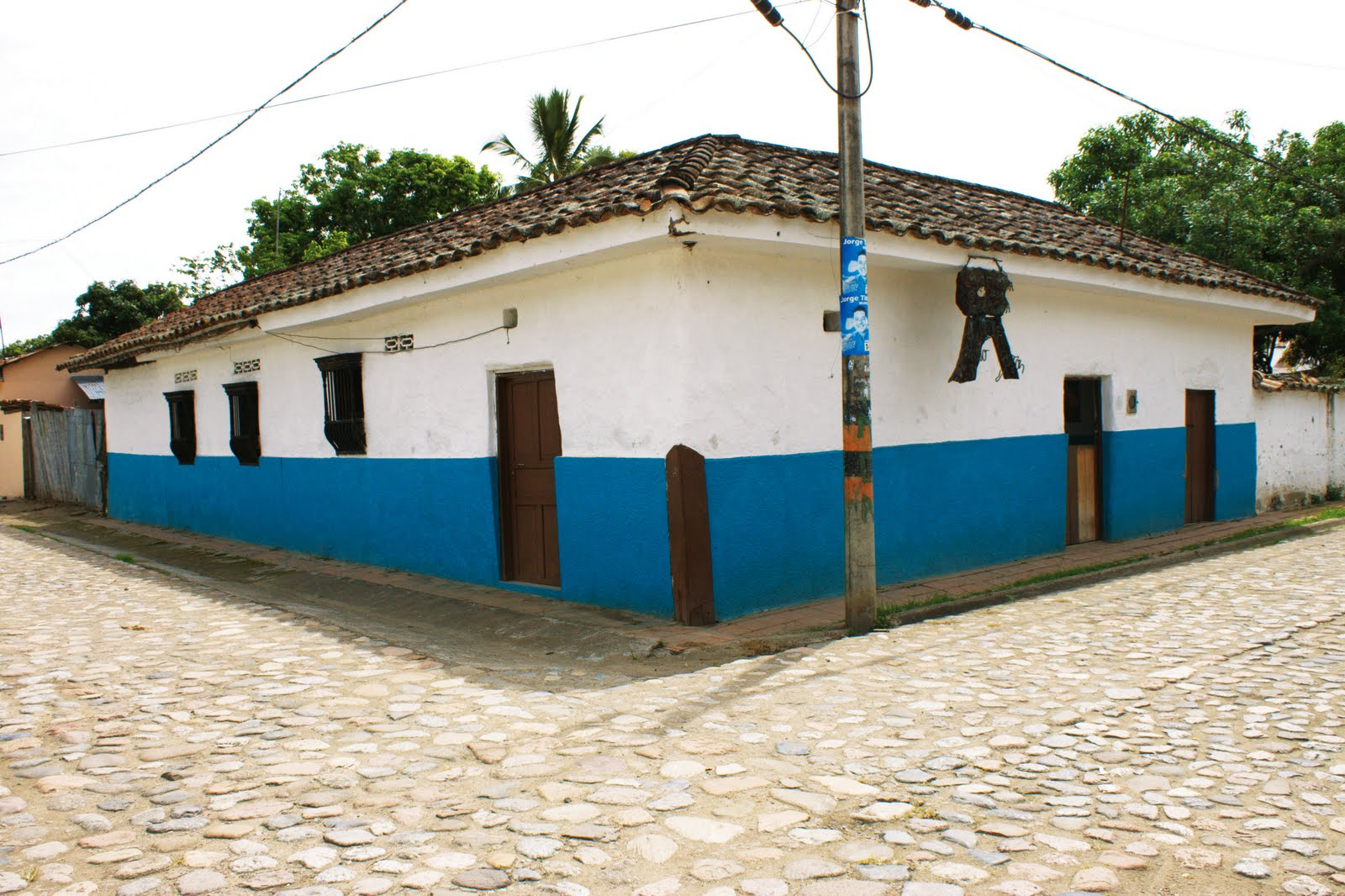
La Casa Embrujada

## Exposiciones
Emiro Garzón ha expuesto su obra en varias ciudades de Colombia, así como en América Latina, Estados Unidos y Europa.

### Colectivas
- Salón de Artistas Huilenses. Neiva, Colombia (1977).
- Galería Santa Fe, Planetario Distrital. Bogotá, Colombia (1988).
- Museo de Arte Contemporáneo, Laura Gómez. Pereira, Colombia (1991).
- Galería Arte Móvil. Caracas, Venezuela (1991).
- Galería Arte Móvil. Caracas, Venezuela (1993).
- Galería Hilde Fjeghut. Friburgo, Suiza (1993).
- Galería Hyatt Revency. Tampa, EE. UU. (1994).
- Hotel Biemore. Miami, EE. UU. (1994).
- Universidad de la ONU Tokio, Japón (1995).
- I Bienal de Arte de Suba. Bogotá, Colombia (1996).
- Consulado General de Colombia. Nueva York, EE. UU. (1997).

### Individuales
- Instituto de Cultura y Turismo. Neiva, Colombia (1974).
- Casa Valencia. Popayán, Colombia (1978).
- Galería el Taller, Lucy Correa. Medellín, Colombia (1992).
- Galería el Taller. Pereira, Colombia (1993).
- Galería Arte Autopista. Medellín, Colombia (1994).
- Galería Huertas. Neiva, Colombia (1995).
- Euroamerica Galleries. Nueva York, EE. UU. (1997).
- Fundación Santillana. Bogotá, Colombia (1998).
- VII Festival de las Brujas y Feria Artesanal de la Jagua. Garzón, Huila (2007).

## Logros
Son diferentes los premios, reconocimientos y homenajes que ha recibido Emiro Garzón en torno a su carrera como escultor. Se destaca:
- 1977 – "Primer Premio", Salón de artistas huilenses, Neiva Huila, Colombia.

- 1994 - "Medalla José Eustasio Rivera", Neiva Huila.

- 1994 - "Pincel de Oro", otorgado por la corporación Colombo Japonesa, Bogotá Colombia.

- 1997 - Medalla Diego de Ospina y Medinilla, Neiva Huila.

- 1998 - "Decreto de Honores", Alcaldía de Suba Bogotá - Colombia.
- 2002 - “Reconocimiento”, club rotario Neiva las ceibas, Neiva Huila - Colombia.

- 2005 - "Condecoración al Mérito", otorgada en la ciudad de Florencia Caquetá.
- 2007  “Coreguaje de oro”, decreto 001268, gobernación del Caquetá. Florencia - Caquetá, Colombia.
- 2009 “Orden de la neivanidad”, alcaldía de Neiva, Neiva Huila - Colombia.
- 2009 “Orden de la huilensidad”, fundación Jorge Villamil cordobés, resolución 01 del 2009, Neiva – Huila - Colombia.
- 2011 “Reconocimiento y gratitud”, Gobernación del Caquetá, instituto departamental de cultura deporte y turismo, Florencia, Caquetá - Colombia.

- 2012 – "Homenaje", por parte del Consejo de Artes Visuales del Huila.

- 2015 - "Homenaje", En La jagua, Garzón Huila.
- 2016 - "Reconocimiento", Florencia Art, Florencia Caquetá.[40][41]

- 2017 – "Homenaje Exposición", Casa Cultural & Restaurante “El Patio”, Neiva Huila, Colombia.
- 2017 – "Homenaje", "Arte sin fronteras por la Paz", Neiva Huila, Colombia.[42][43][44][45]
- 2018 “Reconocimiento”, fundación Emmanuel luz de esperanza, Garzón Huila - Colombia.[46]
- 2018 “Reconocimiento”, club campestre, Neiva Huila - Colombia.[47]

## Libros
En el año 2014 se publicó "Emiro Garzón, Colección maestros del arte colombiano dos generaciones", en 2018 durante la Feria Internacional del Libro de Bogotá en torno al "Día de la huilensidad", se presenta; “Emiro Garzón, un viaje a través de la obra y vida del Maestro”,  es el segundo libro de su biografía donde presenta una recopilación de dibujos, esculturas y monumentos realizados a lo largo de su trayectoria como escultor. La obra literaria cuenta con textos de escritores como Fernando Bermúdez Ardila, Miguel Darío Polanía Rodríguez, críticos de arte como Francisco Arroyo, poetas como William Ospina y artistas plásticos como Ernesto Ríos Rocha, José Cirilo Henao y Olaff Crown entre otros.